# تاريخ اليهود في أفغانستان

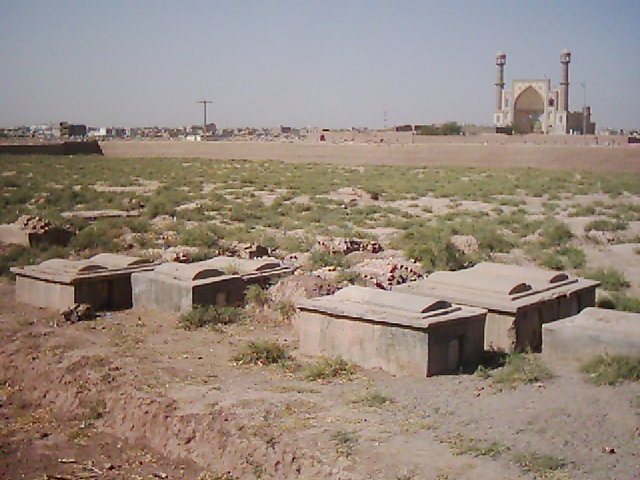
مقبرة يهودية في هراة في أفغانستان.

يقال أن اليهود قد استقروا في أفغانستان لما يقرب من 1500 عام، ولكن تناقص المجتمع اليهودي تناقصًا كبيرًا نتيجة الهجرة. وتتواجد الجاليات اليهودية الأفغانية اليوم في معظمها في إسرائيل والولايات المتحدة.
لقد كانت أفغانستان الملجأ الذي لاذ إليه اليهود هربًا من الاضطهاد الديني في إيران ووسط آسيا. ولقد وجدوا ملاذهم في المدن القديمة مثل مدينة هراة الواقعة غرب أفغانستان وكابول الواقعة شرق أفغانستان. شكل اليهود مجتمعًا من تجار الجلود وغنم الكاراكول ومن الفقراء والمرابين على حد السواء. وكانت معظم العائلات اليهودية الكبيرة تعيش في مدينة هراة الحدودية، بينما كانت عائلات البطاركة تصول وتجول في الرحلات التجارية عبر جبال أفغانستان الساحرة والتي نقشوا على أحجارها صلواتهم باللغة العبربية وأحيانًا الآرامية، وانتقلوا بين إيران وأفغانستان والهند ووسط آسيا على طول طريقة الحرير القديم.
ومنذ عام 2007، لم يتبق سوى يهودي واحد فقط اسمه زابلون سيمنتوف مستقرًا في أفغانستان، وكان يرعى الكنيس الموجود في العاصمة الأفغانية كابول.

## معلومات تاريخية

يهود أفغان

ترجع تسجيلات السكان اليهود في أفغانستان إلى القرن السابع الميلادي.[بحاجة لمصدر]
ذكر موسى بن عزرا عام 1080 أن هناك 40 ألف يهودي يدفعون الخراج لمدينة غزنة، وعد بنيامين التطيلي 80 ألف يهودي في القرن الثاني عشر.
وفي سياق غزو جنكيز خان عام 1222، تقلصت المجتمعات اليهودية إلى جيوب منعزلة. ولم يبدأ تعداد السكان اليهود في الازدياد مرة أخرى سوى في عام 1839، وحدثت هذه الزيادة نتيجة قدوم اللاجئين من إيران حيث بلغ عددهم 40 ألف يهودي.
عاش ما يزيد عن 5 آلاف يهودي في أفغانستان عام 1948، وعندما سُمح لهم بالهجرة عام 1951، هاجر معظمهم إلى إسرائيل والولايات المتحدة. ولقد كانت أفغانستان الدولة المسلمة الوحيدة التي سمحت للأسر اليهودية بالهجرة دون أن تُسقط عنهم الجنسية أولاً. ولقد غادر اليهود الأفغان البلاد بأعداد هائلة في الستينيات من القرن العشرين، وكان رحيلهم إلى نيويورك وتل أبيب مدفوعًا ببحثهم عن حياة أفضل وليس بسبب الاضطهاد الديني. وفي عام 1969 ظل 300 شخص تقريبًا في أفغانستان، ثم غادر معظمهم البلاد بعد الغزو السوفيتي عام 1979 وظل هناك 10 أفغان يهود فقط معظمهم في كابول. وفي أثناء قيام حركة طالبان وبعدها، اعتنق مئات من اليهود الأفغان الدين الإسلامي أو تنكروا في صفات المسلمين، ولا زال من اعتنقوا الإسلام يمارسون الطقوس اليهودية سرًا بينما اتخذوا أسماءً مسلمة. ونظرًا لعظم عدد اليهود الذين اعتنقوا الدين الإسلامي ادعاءً يكون العدد الحقيقي لليهود في أفغانستان أكبر كثيرًا من الأرقام المسجلة. ويعتقد أنه لا زال هناك ما يتراوح بين 500 إلى ألف يهودي في أفغانستان يدعون الإسلام. ويعيش الآن ما يزيد عن 10 آلاف من سلالة اليهود الأفغان في إسرائيل. بينما يعيش ما يزيد عن 200 أسرة من اليهود الأفغان في مدينة نيويورك في الولايات المتحدة.
ويعيش أكثر من 100 من سلالة اليهود الأفغان في لندن.

## علم الوراثة
وجدت سلالة الهابلوغروب R1a (الكروموسوم Y) بمعدل تكرار يبلغ 51.02% بين قبائل البشتون. وتوجد المجموعة الفرعية Q-M242 (xMEH2,xM378) (من الهابلوغروب Q (الكروموسوم Y)) في 16.3% من قبائل البشتون. وتوجد الهابلوغروب Q أيضًا بمعدل تكرار يزيد عن 50% في قبائل البشتون في العاصمة الأفغانية كابول.

وفقًا لدراسة أجريت عام 2012: 
| تاريخ اليهود في أفغانستان | MDS and Barrier analysis have identified a significant affinity between Pashtun, Tajik, North Indian, and West Indian populations, creating an Afghan-Indian population structure that excludes the Hazaras, Uzbeks, and the South Indian Dravidian speakers. In addition, gene flow to Afghanistan from India marked by Indian lineages, L-M20, H-M69, and R2a-M124, also seems to mostly involve Pashtuns and Tajiks. This genetic affinity and gene flow suggests interactions that could have existed since at least the establishment of the region's first civilizations at the Indus Valley and the Bactria-Margiana Archaeological Complex. | تاريخ اليهود في أفغانستان |

 يشير ملخص الدراسة: "تدل نتائجنا على أن جميع الأفغان الموجودين حاليًا يشتركون في تراث مشتق من أسلاف مشتركين غير منتظمين قد يكونون قد نشؤوا أثناء ثورة العصر الحديث وتشكل أوائل المجتمعات الزراعية. وتشير الدراسة أيضًا إلى بدء التمايز بين الأفغان في العصر البرونزي، ويحتمل أن يكون هذا التمايز مدفوعًا بتكون أولى الحضارات في المنطقة.”

## السكان الحاليون
لم يتبق من اليهود حتى نهاية عام 2004 سوى شخصين فقط هما زابلون سيمنتوف وإسحق ليفي. وكان ليفي يعيش على الصدقات بينما كان سيمنتوف يدير متجرًا لبيع السجاد والحلي حتى عام 2001. وكانا يعيشان في حالة نزاع بشأن الكنيس الخرب في كابول. فكلاهما كان يدعي أنه مسؤول عن الكنيس وأنه مالك التوراة فيه ويتهم الآخر بالسرقة والاحتيال. ولقد داوما على اتهام بعضهما البعض لدى السلطات ولقد حبسا هما الاثنان لفترة في سجون طالبان كما قامت طالبان بمصادرة التوراة. وكان أحد معارف سيمنتوف يقول في الفترة الأخيرة إنه إذا أحضرت له زجاجة ويسكي، «[سيطير فرحًا»
لقد تم تصوير علاقة التشاحن بين سيمنتوف وليفي في مسرحية مستوحاة من التقارير الصحفية عنهما والتي ظهرت في وسائل الإعلام الدولية عقب اجتياح أفغانستان بقيادة الولايات المتحدة للإطاحة بنظام طالبان. ولقد ألف المسرحية التي عنوانها «اليهوديان الأخيران في كابول» المؤلف المسرحي يوشه جرينفيلد وقدمت على مسارح مدينة نيويورك عام 2002.
توفي ليفي في يناير 2005 وفاة طبيعية. بينما يعد سيمنتوف الآن اليهودي الأخير المتبقي في أفغانستان بين تعداد الشعب الأفغاني البالغ 30 مليونًا، وهو أقل عدد سكان على المستوى العالمي. ويحاول سيمنتوف الآن استرداد التوراة التي تمت مصادرتها. ويدعي سيمنتوف الذي لا يتحدث العبرية، أن الشخص الذي سرق توراته مسجون الآن لدى الولايات المتحدة في معتقل جوانتانامو. ولسيمنتوف زوجة وبنتان تعيشان في إسرائيل ولقد قال إنه يفكر في اللحاق بهم. ولكنه عندما سُئل في حوار أخير حول ما إذا كان سيذهب إلى إسرائيل، ذكر سيمنتوف «أذهب إلى إسرائيل؟ ماذا لدي من عمل هناك؟ لماذا علي أن أرحل عن هنا؟»
يوجد أيضًا كنيس مهجور في مدينة هراة، غربي أفغانستان، يحتفظ بمعظم صفاته الأصلية رغم حاجته إلى الترميم.
يعيش أكثر من 10 آلاف من سلالة اليهود الأفغان اليوم في إسرائيل بينما يستقر ثاني أكبر عدد من شعب اليهود الأفغان في مدينة نيويورك، حيث تعيش 200 عائلة في أحياء فلشنج وفورست هيلز وجاميكا في بلدة كوينز. ولا يتكلم الكثيرون منهم اللغة البشتوية أو اللغة الدرية. ويؤم الحاخام يعقوب ناسيروف جمهور الأرثوذوكس في أنشي شالوم، وهو الكنيس الأفغاني الوحيد في الولايات المتحدة. وبالإضافة إلى المجتمع الموجود في نيويورك، هناك مجتمع صغير من اليهود الأفغان في جنوبي كاليفورنيا. وبخلاف الولايات المتحدة وإسرائيل، يوجد أيضًا مجتمع صغير من اليهود الأفغان في لندن يزيد عددهم عن 100 يهودي بقليل. ويخدم الكنيس الفارسي في لندن احتياجات أعضاء هذا الجمهور الذي ينتمي معظمه إلى أصول إيرانية وأفغانية.

## وصلات خارجية
- The “Other” in “Afghan” Identity: Medieval Jewish community of Afghanistan
- Old pictures of the Jews of Afghanistan
- THE LAST JEW IN AFGHANISTAN نسخة محفوظة 16 يونيو 2008 على موقع واي باك مشين.